# Michelin PLR

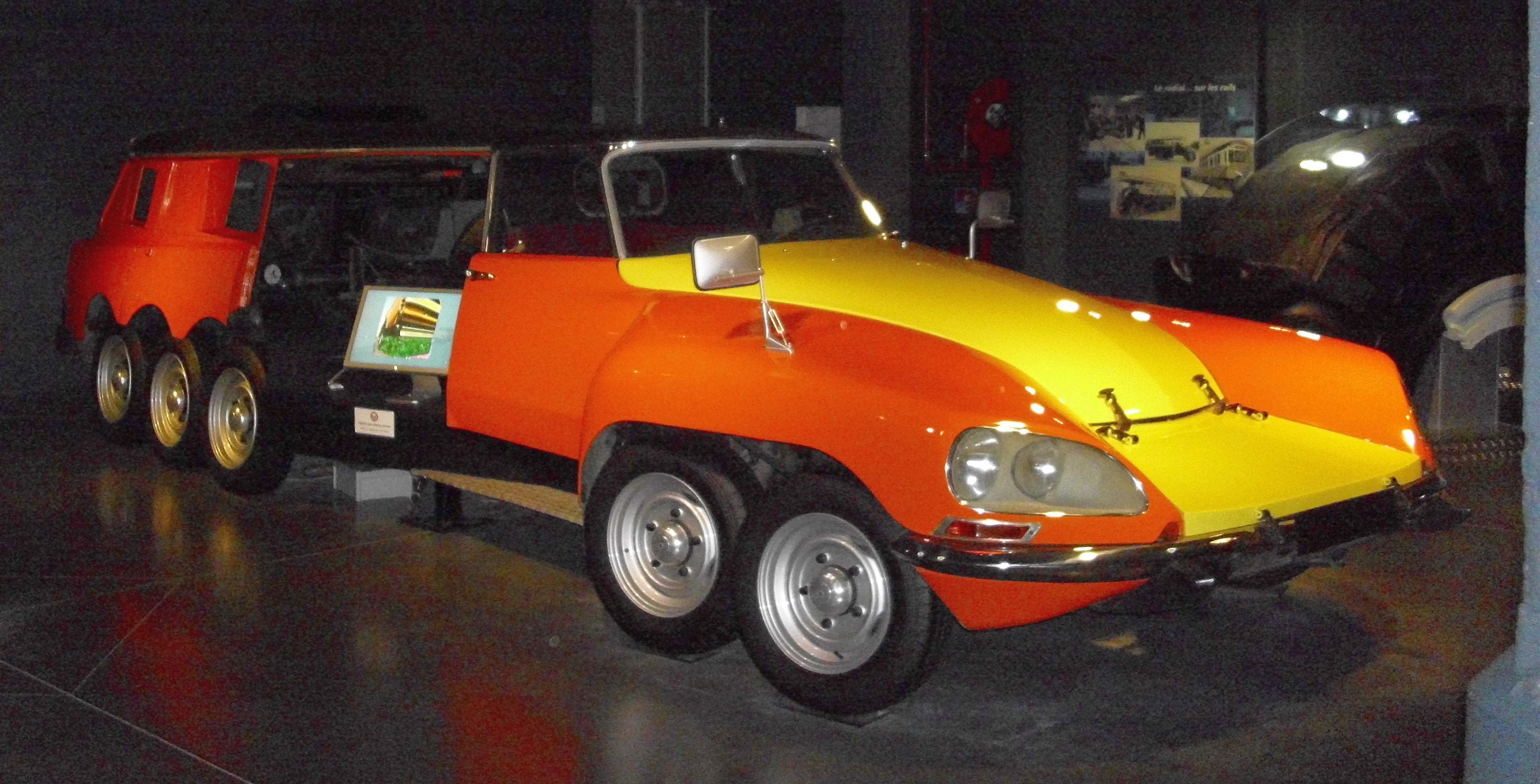
El PLR en el Museo de la Corporación Michelin L'Aventure Michelin

El Michelin PLR, cuyo nombre interno es Citroën DS PLR Break, (Poids Lourd Rapide [Break], lo que significa "vehículo pesado y rápido" [familiar]), apodado Mille Pattes (palabra francesa que significa ciempiés), es un vehículo de prueba para la evaluación de neumáticos. Este automóvil, basado en un Citroën DS Break, fue encargado en 1972 por el productor francés de neumáticos Michelin, cuando era accionista del fabricante de automóviles Citroën. Se utilizó en la pista de pruebas de Ladoux, en Clermont-Ferrand. Michelin ya no lo utiliza para evaluaciones, sino como vehículo promocional en ferias y exposiciones. La mayor parte del tiempo, permanece estacionado en el Museo Michelin de Clermont-Ferrand.

## Construcción

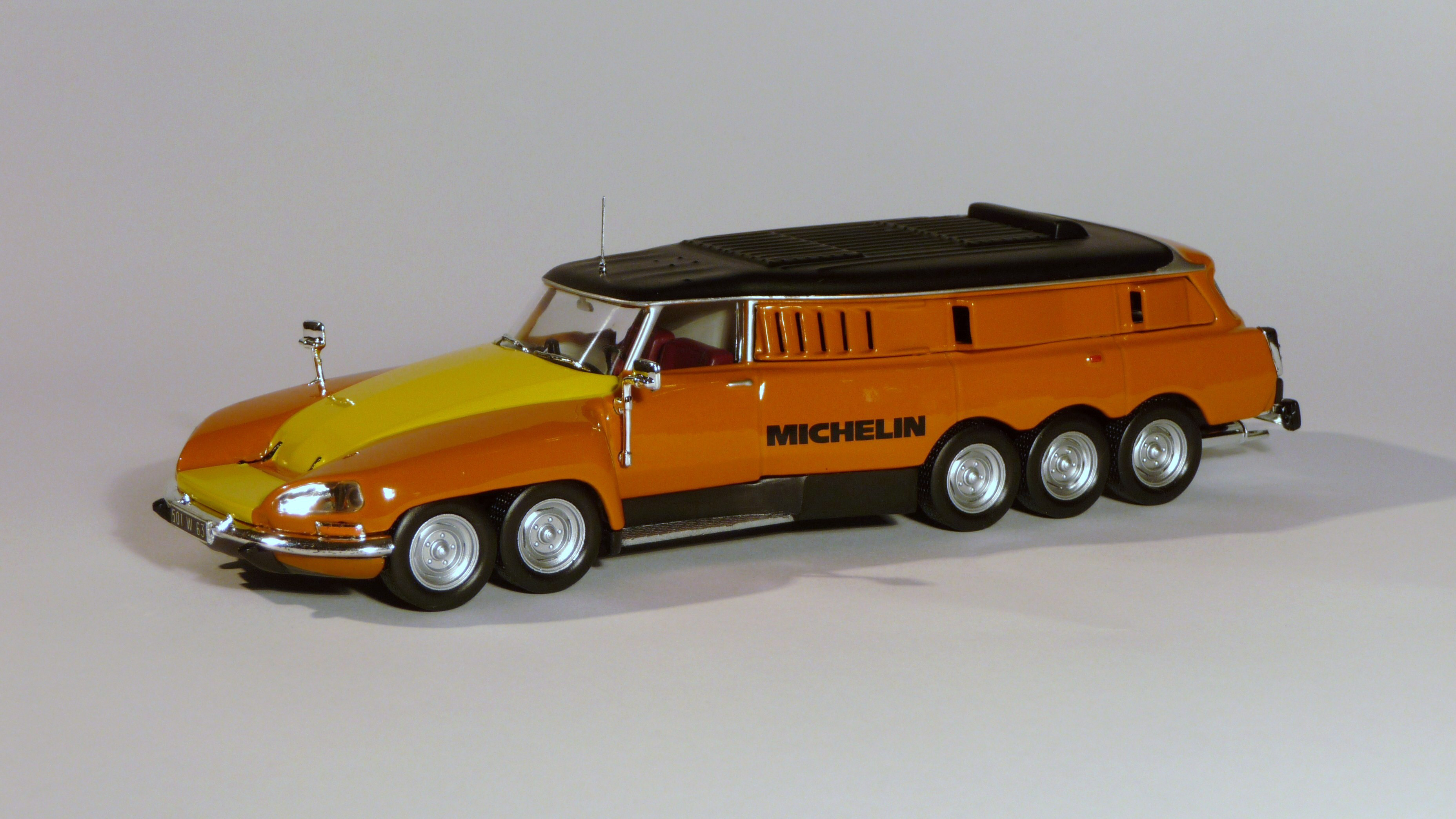
Modelo a escala 1:43 del PLR

El vehículo de diez ruedas utiliza un sistema de suspensión hidroneumática basado en la plataforma del Citroën DS. La dirección controla las cuatro ruedas delanteras. Las llantas y los cubos de las ruedas son partes del Citroën H.
Dos motores Chevrolet 350 de bloque pequeño están instalados en la parte trasera del PLR: uno para impulsar el vehículo y el otro para impulsar el neumático de muestra, ubicado en el centro del PLR. Las tomas de aire para refrigerar los motores se encuentran a ambos lados del vehículo, y las ventanas se han reemplazado por rejillas.
El PLR tiene un ancho de 2,45 metros (8 pies) y una longitud de 7,2 metros (23,6 pies). El plomo instalado en el interior de la carrocería elevó el peso del vehículo a 9,5 toneladas (20 943,9 lb). El juego de neumáticos a ensayar estaba colocado en la parte central del PLR. Controlada hidráulicamente, la muestra de neumáticos podía hacerse descender y alinearse en diversas posiciones. Su diseño hizo factible la evaluación de neumáticos para vehículos comerciales en condiciones de uso reales. El PLR alcanzaba una velocidad máxima de 180 kilómetros por hora (111,8 mph). Se le instalaron dos depósitos de combustible de 90 litros (23,8 galAm) cada uno.